# Haisnes
Haisnes település Franciaországban, Pas-de-Calais megyében. Lakosainak száma 4411 fő (2022. január 1.). Haisnes La Bassée, Loos-en-Gohelle, Hulluch, Vermelles, Violaines, Auchy-les-Mines és Douvrin községekkel határos.

## Népesség
A település népességének változása:
| Lakosok száma | 4395 | 4367 | 4362 | 4337 | 4380 | 4398 | 4416 | 4427 | 4411 |
|               | 2013 | 2015 | 2016 | 2017 | 2018 | 2019 | 2020 | 2021 | 2022 |